# Red Dead
Red Dead – seria przygodowych gier akcji w realiach Dzikiego Zachodu stworzonych przez studio Rockstar San Diego i wydanych przez Rockstar Games na konsole gier wideo oraz komputery osobiste.
Pierwsza gra z serii to Red Dead Revolver wydana 3 maja 2004 na świecie oraz 18 czerwca 2004 w Polsce. Gra została udostępniona na konsole PlayStation 2 oraz Xbox. Następcą jest Red Dead Redemption, który miał swoją premierę na PlayStation 3 i Xbox 360 18 maja 2010 na świecie oraz 21 maja 2010 w Polsce. Gra otrzymała oficjalny dodatek nazwany Red Dead Redemption: Undead Nightmare. Został on udostępniony do pobrania w usługach Xbox Live i PlayStation Network 26 września 2010.
Powstała również prosta gra na portalu Facebook nazwana Red Dead Redemption: Gunslingers oraz półgodzinny film Red Dead Redemption: The Man from Blackwater.

## Gry z serii

### Red Dead Revolver
Gra pierwotnie tworzona przez studio Capcom, ale porzucona w roku 2002. Następnie została wykupiona przez Rockstar Games. Rockstar San Diego zakupiony projekt rozbudował i zmienił styl gry z Dziwnego Zachodu na Spaghetti western.
Gra otrzymała przychylne recenzje. Na portalu GameRankings ocenił grę na 74,29% przy sprawdzeniu 60 recenzji dla konsoli Xbox oraz 77.59% na PlayStation 2 bazując na 49 recenzjach.

### Red Dead Redemption
Głównym bohaterem jest John Marston, były przestępca, który przez rząd amerykański został zmuszony do odnalezienia i pojmania trzech członków gangu, do którego należał. Fabuła gry toczy się w roku 1911, jest to schyłek ery Dzikiego Zachodu i rewolwerowców.
Gra otrzymała bardzo pozytywne recenzje. Portal GameRankings ocenił grę na 94,66% przy sprawdzeniu 50 recenzji dla konsoli PlayStation 3, co zaowocowało 9 miejscem najlepszych gier na tę konsolę. Wersja na Xbox 360 osiągnęła liczbę 94.12% na podstawie 73 recenzji, dzięki czemu gra zdobyła 8 miejsce wśród najlepszych gier. Ponadto na gali VGA została wybrana grą roku 2010.

#### Red Dead Redemption: Undead Nightmare
Oficjalny zestaw 4 dodatków do Red Dead Redemption. Dodatek stawia gracza w obliczu inwazji zombie.
Dodatek nie wymaga podstawowej wersji gry.

#### Red Dead Redemption: Gunslingers
Red Dead Redemption: Gunslingers to prosta gra społecznościowa wydana na portalu Facebook stworzona w oparciu o grę Red Dead Redemption. Zadaniem gracza jest pojedynkowanie się z innymi graczami.

### Red Dead Redemption 2
Fabuła pokazuje historię Arthura Morgana, członka gangu Dutcha Van der Linde. Akcja ma miejsce w roku 1899, przed wydarzeniami z gry Red Dead Redemption.

#### Red Dead Online
Red Dead Online to multiplayerowy tryb rozgrywki w RDR2 o mechanikach zbliżonych do RDR2.

## Inne media

### Red Dead Redemption: The Man from Blackwater
Jest to półgodzinny krótkometrażowy western utworzony na silniku gry opowiadający o alternatywnych wydarzeniach z głównego wątku fabularnego gry.